# Сингитау
 Сингитау   — горный хребет на Южном Урале. Находится на территории Бурзянского района Башкортостана.
Хребет Сингитау Башкирского (Южного) Урала протянулся по меридиану с между рек  Белая и Кукраук Бурзянского района РБ. Входит в состав национального парка «Башкирия».
Длина - 20 км, ширина - 8 км. Максимальная высота – 655 м.
Хребет сложен из известняков, песчаников, доломитов, сланцев и других породам нижнего карбона.
Дает начало рекам – притокам реки Белая.
Ландшафты  - лиственные (береза, осина, дуб) леса, на склонах - обширные луговины, разрушенные скалы.

## Топонимика
Сингитау -  башкирских слов «саңғы» — лыжи и тау — гора.